# Народный комиссариат торговли и промышленности
Наро́дный комиссариа́т торго́вли и промы́шленности — центральный государственный орган РСФСР по управлению делами торговли и промышленности в 1917—1920 годах. Учреждён декретом ВЦИК от 27 октября 1917 года «Об учреждении Совета народных комиссаров», преобразован в Народный комиссариат внешней торговли постановлением Совнаркома РСФСР от 11 июня 1920 года.

## Руководители Народного комиссариата торговли и промышленности
- 27 октября (9 ноября) 1917 — 4 ноября (17 ноября) 1917 — Ногин, Виктор Павлович;
- 4 ноября (17 ноября) 1917 — 2 декабря (19 ноября) 1917 — вакансия;
- 2 декабря (19 ноября) 1917 — январь 1918 года — и. о. Шляпников, Александр Гаврилович;
- 27 января (7 февраля) 1918 — 18 марта 1918 года — Смирнов, Владимир Михайлович;
- 18 марта — 13 ноября 1918 года — врем. Бронский (Варшавский), Мечислав Генрихович:
- 13 ноября 1918 — 6 июля 1923 года — Красин, Леонид Борисович (после 11 июня 1920 года — руководитель Наркомата внешней торговли])[2].